# Nokia Lumia 1020
Il Nokia Lumia 1020 è uno smartphone di fascia alta prodotto da Nokia. È, assieme al predecessore, il Nokia 808 PureView, noto per avere tra la dotazione hardware una fotocamera da 41 megapixel. È stato il primo dispositivo Windows Phone con 2 gigabyte di memoria RAM.

## Dettagli

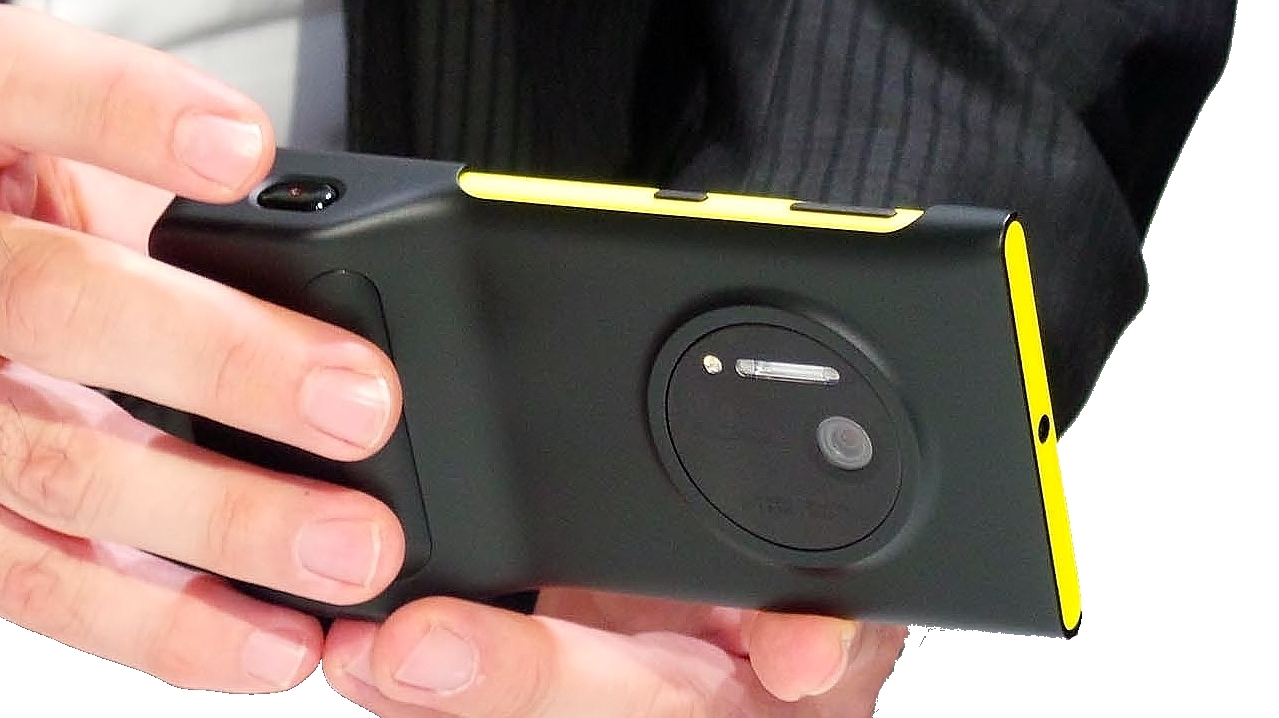
Un Nokia Lumia 1020 inserito nell'accessorio "Nokia PD-95G", il Camera Grip

Il dispositivo presenta una struttura molto simile a quella del Nokia Lumia 920 ad eccezione della parte posteriore occupata in gran parte dall'obiettivo della fotocamera e dallo spessore e peso più ridotti. I tasti laterali per scattare foto, sblocco tasti e controllo volume, sono invece in alluminio (quelli del 920 erano in zirconio-ceramica) ed il display (la stessa unità AMOLED montata su Nokia Lumia 925) resta di 4,5" mantenendo la tecnologia PureMotion HD+ e Clear Black Gorilla Glass per utilizzarlo anche con guanti e sotto la luce diretta del sole. Disponibile in tre colori (giallo, bianco e nero) e dotato di un processore Qualcomm Snapdragon S4 da 1.5 Ghz dual core, ha come Sistema operativo Windows Phone 8 è il primo dispositivo Windows Phone a montare 2GB di memoria RAM. Ha due fotocamere: quella principale (caratterizzata dalla presenza della tecnologia PureView, con 6 lenti Zeiss, dello stabilizzatore ottico dell'immagine e dal sensore da 41 megapixel) scatta fotografie fino a 41 megapixel, mentre quella frontale è da 1.2 MP
È inoltre presente una serie di applicazioni preinstallate, come la suite di localizzazione e navigazione integrati HERE che permette la navigazione pedonale ed in auto anche in modalità offline, e Nokia MixRadio per l'ascolto in streaming illimitato di playlist musicali gratuite.
La famiglia di smartphone Nokia Lumia permette di visualizzare, modificare, creare e condividere i documenti di Microsoft Office con la versione mobile preinstallata dei programmi Word, Excel, PowerPoint. Si tratta di versioni alquanto semplificate di Office: per esempio i files protetti da password non sono elaborati, le note delle celle di Excel sono ignorate. Presente inoltre un client email per smartphone con funzioni avanzate, i calendari condivisi con Microsoft for Exchange e OneNote per gestire al meglio gli appunti. L'interfaccia, comune a quella degli altri prodotti della gamma Windows Phone, è organizzata in Live Tiles, caselle colorate e personalizzabili con cui è possibile ricevere informazioni in tempo reale dalle applicazioni installate.

## Fotocamera
PureView Pro è una tecnologia utilizzata nel Nokia Lumia 1020. Il sensore è di grandi dimensioni (1/1.5") e di elevata risoluzione (41Mpx) con 6 lenti Carl Zeiss. L'ampio sensore permette il "pixel oversampling", il che significa che la combinazione di vari pixel della foto conta come un pixel nell'immagine finale. La tecnologia di imaging PureView offre alta qualità dell'immagine, senza perdita di qualità dovuta allo zoom, e il miglioramento delle prestazioni di scarsa luminosità.

### Caratteristiche del sensore

#### Sensore
41 megapixel BSI sensore di immagine CMOS, formato 1/1.5

#### Ottica
Ottica con lenti Zeiss con il numero F: f/2.2. Lunghezza focale: 8,02 millimetri: lunghezza focale equivalente a 35 mm: 25mm @ 16:9 e 27 millimetri @ 4:3. Costruzione: 6 elementi/lenti in 1 gruppo. Tutte le superfici delle lenti sono asferiche, in parte estrema asferico, un alto indice di rifrazione, lenti a bassa dispersione stampo di vetro.
Stabilizzatore ottico a tre assi (nuovo tipo di botte spostamento dell'attuatore che consente lo spostamento di un gruppo ottico completo pesante e complesso).

#### Otturatore
Otturatore meccanico a tendina con un range da 4" a 1/16000 con ridotto shutter lag.

## Accessori
Il Nokia Lumia 1020 è stato presentato assieme a due cover specifiche per questo telefono: la cover CC-3066, che permette al telefono di ricaricarsi wireless con gli appositi caricatori a induzione QI, e la cover PD-95G, detta pure Camera Grip, che offre una maggiore ergonomia al dispositivo per effettuare le foto. Quest'ultima, oltre a possedere una batteria ricaricabile da 1020 mAh che aumenta l'autonomia del dispositivo, possiede un tasto fotocamera a doppia corsa ed è compatibile con la filettatura usata comunemente sui cavalletti per macchine fotografiche.

## Problemi segnalati
I problemi più comuni segnalati per i modelli di prima produzione sono il rapido consumo della batteria e il suo surriscaldamento, riavvii o blocchi casuali, la scarsa qualità delle chiamate vocali e perdite del segnale Wi-Fi. Nei modelli successivi e con gli ultimi aggiornamenti firmware questi problemi non si verificano più.